# Lac Kartsakhi
Le lac Kartsakhi (en géorgien კარწახის ტბა, en turc : Aktaş Gölü) est un lac transcaucasien. C'est un lac de soude, coupé en deux en son milieu par la frontière entre la Géorgie et la Turquie, établie par les Soviétiques, maîtres de la Géorgie en 1922. Lac de petite taille, il contient quatre îles et neuf îlots de très petite taille. C'est une destination appréciée des villageois turcs, géorgiens et arméniens.
Son nom géorgien lui vient du village frontalier de Kartsakhi, tout comme la rivière qui lui sert d'alimentation. Son nom turc est quant à lui Aktaş Gölü.